# Revista Telegrafică, Telefonică și Poștală
Revista Telegrafică, Telefonică și Poștală era un organ de cultură profesională și generală a funcționarilor serviciilor poștale, de telegrafie și telefonie din România. Revista a fost editată între anii 1907 și 1916 când, din cauza ocupației germane, publicarea nu a mai fost posibilă, administrația română fiind mutată în Moldova și Basarabia. 
Revista a fost condusă administrativ și redacțional de Vasile Sava.
În cadrul revistei se publica și Buletinul Telegrafo-Poștal ce cuprindea rezumatul circularelor și instrucțiunilor Direcției Generale a Poștelor, Telegrafelor și Telefoanelor.
Revista a fost tipărită în primii ani la Ploiești de Editura Institutul de Arte Grafice Progresul. Din 15 mai 1911, administrația și redacția se mută la Craiova.
Din punct de vedere redacțional, revista apărea lunar conținând prima parte profesională, o a doua parte neprofesională plus eventuale suplimente (cum ar fi un curs complet de cunoștințe profesionale, tipărit secțioant).
Un număr conținea între 40 și 50 de pagini. Un an cuprindea 12 numere ajungând la circa 450 de pagini. Primul număr al fiecărui an apărea pe 15 octombrie.
Din Comitetul de redacție făceau parte, în afara lui Vasile Sava, Becescu Florian, Bolintineanu Chr., Marinescu Dim., Craioveanu E., Antoneanu G. Crăciunescu N., Matei  H., Jeanna Sava, Andreescu Toma,  Stoicovici Al., Marini A., Apostolescu Gh., Tibacu Gh., dr. Petru I. Nicolescu alții.
Prețul unui număr era în 1910 de 2,5 lei pentru particulari, 2 lei pentru oficianți și 1,5 lei pentru elevi și funcționari auxiliari.
Din 1916 publicarea revistei încetează din cauza lipsei fondurilor și a ocupației germane. După război, începând cu Ianuarie 1926 apare Revista poștelor, telegrafelor și telefoanelor. Din 1926 până în 1930 revista - tiparită la București - a fost condusă administrativ și redacțional tot de către Vasile Sava până la decesul acestuia. Revista s-a publicat până în anul 1938, ca organ oficial al funcționarilor Departamentului de Poștă, Telegraf și Telefon. 
Recent, în 2015, o parte a conținutului „Părții neprofesionale” ale ambelor reviste a fost republicat în patru volume. Este vorba numai de contribuțiile jurnalistei Ioana Sava, care a publicat sub numele de „Jeanna Sava”. Volumul I conține articolele publicate în „Revista Telegrafică,Telefonică și Poștală” (1907-1916), , volumul 2 cele publicate în Revista Poștelor, Telegrafelor și Telefoanelor (1926-1929)
Traducerile operelor unor autori francezi, puse la dispoziția cititorilor revistei secvențial, în numere succesive, nu apar în volumul amintit, ci au fost republicate separat. Este vorba de fr:Jules Fiaux  și fr:Sylvain Roudès